# ナノトランスファープリンティング
ナノトランスファープリンティング(英: nanotransfer printing: nTP) またはメタルトランスファープリンティングはナノメートルオーダーの微細配線作成技術として期待されるナノ構造構築法の一手法。

## 概要
マイクロコンタクトプリンティング、ナノインプリント、ディップペン・ナノリソグラフィ等と並ぶソフトリソグラフィの一種で金属を含有するインクの転写によって微細構造を形成する。
従来の高額な露光装置を使用せずに微細構造をシリコンウエハー上に作成できるとされる。
2002年にルーセント・テクノロジーズのベル研究所のYueh-Lin Looのグループによって開発された。転写型の材料は弾性的な高分子素材からヒ化ガリウム（GaAs）のような硬質の素材まで使える。実験では線幅500nmのラインパターンや、直径130nmのドットパターンなどが試作され、有機トランジスタや相補性インバーター回路の配線などに成功した。

## 用途
- マイクロコンタクトプリンティング等と同様にボトムアップ方式のナノテクノロジーの基盤技術として期待される。
- メタマテリアルの作成に使用が検討される[4][5]。

## 長所
- 従来のフォトリソグラフィで作成していた同規模の微細なパターンを比較的簡便な装置で作成可能。
- 配線に不可欠な電極、金属配線のパターンを化学修飾や加熱を使用せずに比較的低い温度条件下で作成可能なので有機半導体材料の微細加工に適する[6]。
- 広い面積を一度に転写できるので生産性が高い[4]。

## 短所
- 転写時の位置合わせ(アライメント)の精度が重要だが、柔軟性のある樹脂の転写型の変形等も考慮しなければならず、難易度が高い。
- 転写時に転写対象に接触するので転写型のコンタミネーションによる汚染の可能性がある。